# Орловское художественное училище
Орловское художественное училище имени Г. Г. Мясоедова (ОХУ) — учебное заведение, дающее среднее специальное образование, одно из старейших в России, ведущее историю с 1919 года.

## История
История Орловского художественного училища началась в 1919 году, с открытием в Орле рисовальных классов, на базе которых была создана Губернская художественная школа. 
Орловское художественное училище как среднее специальное учебное заведение открылось в 1933 году, объединив весь наработанный опыт художественного образования. Перед Великой Отечественной войной училище было переведено в г. Елец и в 1957 году c отходом города к Липецкой области закрыто.
В сентябре 1971 года училище возобновило работу в соответствии с приказом Управления культуры Орловского областного исполнительного комитета депутатов трудящихся от 16 июня 1971 года.  Директором училища был назначен М.К. Никифоров. Таким образом в Орле была создана трёхступенчатая система художественного образования: училище стало средним звеном между художественно-графическим факультетом Орловского педагогического института (открыт в 1959 году) и детскими художественными школами №1 (1964) и №2, а также районными школами в области.  
Одним из инициаторов восстановления училища был его выпускник Андрей Ильич Курнаков.  
Первоначально обучение велось на трёх отделениях: «художественное оформление», «скульптура», «театрально-декорационное». В 1976 году открылось отделение по подготовке учителей черчения и рисования, с 1992 года переименованное в отделение живописи. 
В 1984 году в училище открыто направление декоративно-прикладного искусства по специальности «Художественная обработка металла».
В 1995 году оформительское отделение было преобразовано в отделение дизайна. 
Училище участвовало в Днях культуры Орловской области в Москве (1996) и организовало Всероссийский методический семинар по дизайн-образованию в Орле (2001).  
В 2003 году учащиеся представили работы на Всероссийской выставке дипломных проектов выпускников художественных училищ и художественных отделений училищ искусства в Орле и на фестивале в Италии в составе всероссийской делегации молодых деятелей культуры и искусства.  
В 2005 году ОХУ представило экспозицию на выставку студенческих работ в городе Селен.  
С 2006 года на отделении декоративно-прикладного искусства стали готовить специалистов по текстилю. 
В 2007 году была организована юбилейная выставка работ преподавателей и выпускников ОХУ.
В апреле 2008 года училище стало участником проекта «Тихая провинция» в Москве в Центральном доме художника: «Орловское художественное училище. О.А. Сорокина и студенты» на Московском Международном салоне «ЦДХ-2008».
За годы работы училище подготовило более 2000 молодых специалистов, многие из которых стали заслуженными мастерами своего дела, трудятся в различных сферах культуры и искусства, а также на педагогическом поприще.

## Руководство
Директор училища с 1985 года —  Сергей Николаевич Козлов, заслуженный работник культуры РФ. 

## Выпускники
Бывшие питомцы училища разных лет стали известными художниками: это Народный художник России А. И. Курнаков, заслуженный деятель искусств России И. А. Круглый, старейший театральный художник г. Орла М. А. Рохлин, художник-портретист Н. И. Полунин, члены Союза художников Ю. А. Козленков, Н. Г. Тюрин, В. И. Карев, член Союза дизайнеров России Е. В. Еаренкова, один из основателей (декабрь 1990) Союза фотохудожников России А. В. Широбоков. 
Многие выпускники стали преподавателями училища. Общее количество преподавателей составляет 40 человек. Среди них семеро — члены Союза художников РФ; 5 человек — члены Союза дизайнеров РФ. В том числе: Заслуженный работник культуры РФ Н. И. Рымшин, председатель Орловской организации Союза художников России Ю. М. Тимоничев, председатель Орловской организации Союза дизайнеров России В. В. Панков.

## Методическая база
За годы существования училища много сделано для совершенствования учебной и методической базы, в том числе силами учащихся и преподавателей. Училище пополнилось новыми учебным оборудованием, созданы и оформлены новые учебные кабинеты, мастерские. Ряд специальных предметов ведется по оригинальным программам и методикам, разработанным преподавателями училища. На 3-м Всероссийском семинаре проводимом совместно Министерством культуры и Союзом дизайнеров России в декабре 1995 г. на базе Орловского художественного училища одобрен опыт работы училища по специализациям отделения «Дизайн».
Приказом Министерства культуры России за Орловским художественным училищем в качестве базового, закреплены Брянское, Воронежское, Железногорское художественные училища и художественные отделения Белгородского, Елецкого училищ искусств, с целью оказания методической помощи и распространения передового опыта работы.
В настоящее время педагогический коллектив работает над дальнейшим совершенствованием учебного процесса, постоянно происходит корректировка программ для укрепления связи с современными требованиями жизни.
Наработанный опыт педагогического коллектива позволяет при необходимости открыть новые специализации и готовить специалистов по профилю училища, необходимых в настоящее время для экономики нашей области, культуры и искусства в целом.
Приказом Министерства культуры РФ ОХУ получило статус базового для Брянского, Воронежского и Железногорского художественных училищ и художественных отделений Белгородского и Елецкого училищ искусств.

## Отделения
1. «Живописно-педагогическое» отделение, готовит преподавателей ИЗО для ДХШ, школ искусств, студий и т. п. (4 года обучения) форма обучения очная
2. Отделение «Дизайн» (4 года обучения)форма обучения очная
— специализация «Реклама в архитектурно-пространственной среде»
— специализация «Промграфика и реклама»
На отделении готовятся художники-дизайнеры широкого профиля с базовым образованием для работы в самых различных отраслях промышленности, культуры и искусства.
3. «Декоративно-прикладное» отделение. (4 года обучения)форма обучения очная
— специализация «Художественная обработка металла», готовит специалистов по декоративной работе с металлом.
4. «Текстильное» отделение. (4 года обучения) форма обучения очная
5. «Скульптурное» отделение (4 года обучения) форма обучения очная
Центральное место в училище занимает отделение «Дизайн».

## Общественная деятельность
Организация учебного процесса и внеклассная работа в училище идут в неразрывной связи с жизнью. Начиная с 1971 г. студенты активно участвуют в работе по оказанию помощи, прежде всего в эстетическом оформлении г. Орла и районов области.
Все практические задания, прежде всего, на отделении «Дизайн» имеют конкретную привязку на объектах г. Орла и области. Многие курсовые и дипломные проекты студенты разрабатывают не только на бумаге. Руками молодых художников безвозмездно оформлены вестибюли музыкального училища, строительного колледжа, многих школ г. Орла, Дома культуры в п. Верховье, Нарышкино, в г. Ливны, школы-интернаты для слабослышащих детей, оформлены с помощью декоративно-прикладных работ в материале Городской дом ребёнка, Областной центр социальной помощи семье и детям и многие другие. Не случайно, ещё в 1981 г. на республиканском совещании Министерство культуры РСФСР одобрило опыт работы коллектива училища по укреплению связи учебного процесса с жизнью и рекомендовало его к распространению среди других училищ.
Так же внутри стен училища проходят выставки (педагогов, учащихся (не только учеников ОХУ), мероприятия (спортшоу,посвящение, хеллоуин), соревнования плакатов и другие. Вне здания ОХУ ученики участвуют в кроссе наций, турслетах, отправляют свои работы на городские и международные конкурсы.